# Nasreddine Kraouche
Nasreddine Kraouche (in arabo  نصر الدين كراوش‎?; Thionville, 27 agosto 1979) è un ex calciatore francese naturalizzato algerino, di ruolo centrocampista.